# Henry Digby (Admiral)

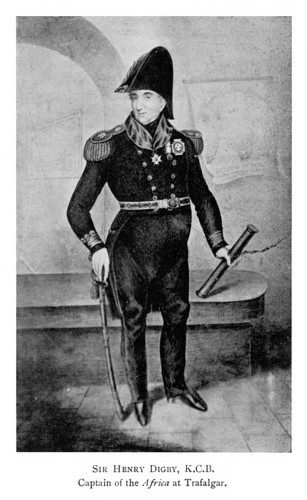
Sir Henry Digby

Sir Henry Digby GCB (* 20. Januar 1770 in Bath, Somerset; † 19. August 1842 in Sheerness, Kent) war ein britischer Marineoffizier zur Zeit der Koalitionskriege.

## Leben
Er war der älteste Sohn des Very Rev. Hon. William Digby (1733–1788), anglikanischen Dekans von Worcester und Durham, aus dessen Ehe mit Charlotte Cox (1743–1791). Sein Vater war ein Enkel des William Digby, 5. Baron Digby, sowie Bruder des Edward Digby, 6. Baron Digby († 1757) und des Henry Digby, 1. Earl Digby († 1793).
Er trat 1783 in die Royal Navy ein. Er stieg 1786 zum Midshipman und 1789 zum Lieutenant auf. 1795 zum Commander befördert, erhielt er mit der HMS Incendiary sein erstes eigenes Kommando. 1796 wurde er zum Post Captain befördert und wurde Kommandant der Fregatte HMS Aurora. 1798 nahm er an der Eroberung von Menorca teil. Infolge des Friedens von Amiens war er von 1802 bis 1805 unter Halbsold vom aktiven Marinedienst freigestellt. 
1805 nahm Henry Digby als Kommandant der HMS Africa an der Schlacht von Trafalgar teil. Er spielte dabei eine besondere Rolle. Die Africa war von der britischen Flotte vor der Schlacht getrennt worden, so dass Digby nicht über Horatio Nelsons Schlachtplan informiert war. Die Africa erreichte daher die Schlacht allein und aus einer völlig anderen Richtung. In das Kampfgeschehen griff Digby ein, indem er die französisch-spanische Linie passierte und Breitseiten austauschte.
Durch die Eroberung zahlreicher französischer und spanischer Schiffe und Vereinnahmung entsprechender Prisengelder gelangte Digby zu einigem Reichtum. Er blieb auch nach Ende der Koalitionskriege im Dienst der Royal Navy. 1819 wurde er zum Rear-Admiral und 1830 zum Vice-Admiral befördert. Im März 1831 wurde er als Knight Commander des Order of the Bath geadelt. 1835 amtierte er als High Sheriff von Dorset. Von 1840 bis 1841 war er Oberbefehlshaber der Marinebasis The Nore bei Sheerness in Kent. Am 23. November 1841 wurde er schließlich zum Admiral of the Blue befördert und am 23. Februar 1842 zum Knight Grand Cross des Order of the Bath erhoben.
1815 hatte er von seinem kinderlosen Onkel Admiral Robert Digby (1732–1815) das Anwesen Minterne House in Minterne Magna, Dorset, auf dem er fortan mit seiner Familie lebte.

## Ehe und Nachkommen
Am 17. April 1806 heiratete er Lady Jane Elizabeth Coke, Tochter des Thomas William Coke, 1. Earl of Leicester. Mit ihr hatte er vier Kinder:
- Hon. Jane Elizabeth Digby (1807–1881), ⚭ (1) 1824–1830 Edward Law, 2. Baron Ellenborough, ⚭ (2) 1832–1842 Karl Theodor Freiherr von Venningen-Ullner, ⚭ (3) 1854 Scheich Medjuel el Mezrab;
- Edward St. Vincent Digby, 9. Baron Digby (1809–1889), ⚭ 1837 Lady Theresa Fox-Strangways, Tochter des Henry Fox-Strangways, 3. Earl of Ilchester;
- Rev. Hon. Kenelm Henry Digby (1811–1891), anglikanischer Pfarrer, ⚭ 1835 Caroline Sheppard;
- John Digby († 1857), Sekretär des London Dock, ⚭ 1834 Ann Kelso.